# 3-я Мытищинская улица
Тре́тья Мыти́щинская улица — улица на севере Москвы в Алексеевском районе Северо-Восточного административного округа, между Графским переулком и Новоалексеевской улицей. Названа, как и другие Мытищинские улицы и проезд, в конце XIX века по старинному Мытищинскому водопроводу, по которому питьевая вода доставлялась в Москву из Мытищ.

## Расположение
3-я Мытищинская улица начинается от Графского переулка, проходит на север, пересекает Кулаков переулок и заканчивается на Новоалексеевской улице.

## Учреждения и организации
На нечётной стороне:
- № 3 — Всероссийский научно-исследовательский институт специального технологического оборудования и технологии (НПО ВПТИ Тяжмаш); Экспериментальный завод «Металлист»; Московская мозаика; Машоптторг; Вентторгкомплект; Клинингмаш; ПКП Полипривод; Центр алюминиевых и ПВХ технологий; Фонд содействия развитию национальной консервной промышленности; типография «Еполиграф»; Бемби.Ру; Игрушечный домик; Сказочный мир; издательство «Книжный мир»;
- № 5 — специальная школа № 1 (для слабовидящих детей);

На чётной стороне:
- № 8 — Академия труда и социальных отношений (АТИСО) (юридический факультет, научная библиотека);
- № 10 — Всероссийский научно-исследовательский институт железнодорожного транспорта РФ ФГУП; Росжелдорпроект; Желдорконсалтинг; журнал «Вестник ВНИИ Железнодорожного транспорта»;
- № 12 — гимназия МИИТ;
- № 14 — Издательство «Культура»;
- № 14А — Газпроммедсервис медицинская клиника;
- № 16 — Открытое акционерное общество «Квант-Н»
- № 16, стр. 2 — Альфа-Климат;
- № 16, стр. 47 — Московский городской фонд обязательного медицинского страхования, отд. № 15 СВАО;
- № 16, стр. 60 — научно-производственный и коммерческий центр «Тотем».

## См.также
- 1-я Мытищинская улица